# Voltatge de Planck
El voltatge de Planck, simbolitzat com VP, és una unitat de voltatge al sistema d'unitats naturals conegut com a unitats de Planck.
El voltatge de Planck s'expressa com:
{\displaystyle V_{P}={\frac {E_{P}}{q_{P}}}={\sqrt {\frac {c^{4}}{G4\pi \epsilon _{0}}}}\approx } 1,04295 × 1027 V
on
- {\displaystyle E_{P}} és l'energia Planck
- {\displaystyle q_{P}} és la càrrega de Planck
- {\displaystyle c} és la velocitat de la llum al buit
- {\displaystyle G} és la constant de la gravitació